# Юховичі
Юховичі (біл. вёска Юхавічы) — село в складі Молодечненського району Мінської області, Білорусь. Село підпорядковане Марківській сільській раді, розташоване в західній частині області.